# Liste der Naturdenkmale in Laußig

Wappen von Laußig

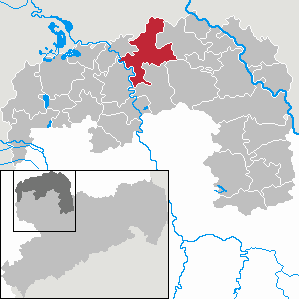
Lage von Laußig

In der Liste der Naturdenkmale in Laußig werden die Einzel-Naturdenkmale, Geotope und Flächennaturdenkmale in der nordsächsischen Gemeinde Laußig und ihren Ortsteilen Authausen, Durchwehna, Durchwehna, Gruna, Kossa, Pressel und Pristäblich aufgeführt.
Bisher sind lt. Quellen 10 Einzel-Naturdenkmale, 1 Geotope und 3 Flächennaturdenkmale sowie 1 geschützte Landschaftsbestandteile bekannt und hier aufgelistet.
Die Angaben der Liste basieren auf Daten des Geoportals Sachsenatlas, des „Geoviewer Sachsen“ und den Daten auf dem Geoportal Nordsachsen.

## Definition
„Gesetz über Naturschutz und Landschaftspflege (BNatSchG), § 28 Naturdenkmäler:
 Naturdenkmäler sind rechtsverbindlich festgesetzte Einzelschöpfungen der Natur oder entsprechende Flächen bis zu fünf Hektar, deren besonderer Schutz erforderlich ist
1. aus wissenschaftlichen, naturgeschichtlichen oder landeskundlichen Gründen oder
2. wegen ihrer Seltenheit, Eigenart oder Schönheit.“

„SächsNatSchG, § 18 Naturdenkmäler (zu § 28 BNatSchG):
1. Die Erklärung nach § 22 Abs. 1 BNatSchG von Teilen von Natur und Landschaft als Naturdenkmal erfolgt durch Rechtsverordnung oder Einzelanordnung.
2. Über § 28 Abs. 1 BNatSchG hinaus können Naturdenkmäler zur Sicherung von Lebensgemeinschaften oder Lebensstätten von im Bestand gefährdeten oder streng geschützten Arten festgesetzt werden.“

Ergänzend zu den lt. BNatSchG registrierten Naturdenkmalen können in Sachsen (lt. SächsNatSchG §19) ebenfalls geschützte Landschaftsbestandteile (GLB) ausgewiesen werden, deren Abgrenzungen sich aus den Erläuterungen vom Bundesamt für Naturschutz ergeben. Bisher waren diese im Landkreis Nordsachsen als sog. „Kreisbiotope“ auf dem Geoportal ausgewiesen und werden zukünftig im Rahmen der Biotopkartierung auf dem iDA-Datenportal als Einzel-Biotope registriert.

## Legende
- Bild: zeigt ein vorhandenes Foto des Naturdenkmals.
- ND/GEO/FND-Nr: zeigt die jeweilige Nr. des Objekts – ND (Einzel-)Naturdenkmal, GEO Geotop oder FND (Flächen-Naturdenkmal)
- Beschreibung: beschreibt das Objekt näher
- Koordinaten: zeigt die Lage auf der Karte
- Quelle: Link zur Referenzquelle

## (Einzel-)Naturdenkmale (ND)
| Bild           | ND-Nr.   | Ortsteil   | Alter  | Beschreibung | Koordinaten                  | Quellen |
| -------------- | -------- | ---------- | ------ | --- | ---------------------------- | ------- |
| Weitere Bilder | nso: 25  | Pressel    | unbek. | die Forst-Eiche am Presseler Teich steht direkt neben dem Grundstück Neumühle 3 an der B 183, etwa 1,7 km östlich von der Ortslage Pressel am westlichen Eingang zum Naturschutzgebiet „Presseler Heidewald- und Moorgebiet“, der Stamm ist bis etwa 4 m noch vorhanden, scheint aber abgestorben zu sein. | 51° 34′ 45″ N, 12° 44′ 3″ O  | nso:25  |
| Bild gesucht   | nso: 26  | Pressel    | unbek. | Lauchgrund-Kiefer (Pressel) ist eine Waldkiefer (Pinus sylvestris) im Lauchgrund etwa 1,7 km nordöstlich Neumühle im Wald des Naturschutzgebiet „Presseler Heidewald- und Moorgebiet“, etwa 70 m nördlich eines Quelllaufs des Lauchbachs (Pressel Flur 4/118).                                            | 51° 35′ 9″ N, 12° 45′ 17″ O  | nso:26  |
| Weitere Bilder | nso: 42  | Gruna      | unbek. | die Eiche (Quercus) im Forst Gruna steht an einem Waldweg beim Ortsteil Torfhäuser () | 51° 31′ 23″ N, 12° 38′ 25″ O | nso:42  |
| Weitere Bilder | nso: 56  | Gruna      | unbek. | die Baumgruppe (Gruna, Torfhäuser) ist eine Gruppe von Eichen (Quercus) an einer Weggabelung im Forst Gruna beim Ortsteil Torfhäuser, sie befindet sich am nordwestlichen Rand vom „Naturschutzgebiet Gruna“.                                                                                              | 51° 31′ 24″ N, 12° 38′ 30″ O | nso:56  |
| Bild gesucht   | nso: 57  | Gruna      | unbek. | Kiefer (Torfhäuser) ist eine Waldkiefer (Pinus sylvestris) an einem Damm eines Zufluss zum Ziegelgraben im Wald nördlich des Ortsteils Torfhäuser | 51° 31′ 33″ N, 12° 38′ 39″ O | nso:57  |
| Weitere Bilder | nso: 88  | Authausen  | unbek. | die denkmalgeschützten Zwei Linden am Kriegerdenkmal in Authausen, Untere Hauptstraße neben dem Kriegerdenkmal (Kulturdenkmal-ID: 08974025) wurden bei einem Unwetter stark beschädigt und durch Ersatzpflanzungen ersetzt. ()                                                                             | 51° 35′ 32″ N, 12° 40′ 40″ O | nso:88  |
| Bild gesucht   | nso: 99  | Durchwehna | unbek. | die Dorf-Eiche Durchwehna steht an der Straßengabelung „Am Anger“/„Söllichauer Straße“ in Durchwehna | 51° 37′ 16″ N, 12° 39′ 38″ O | nso:99  |
| Weitere Bilder | nso: 108 | Gruna      | unbek. | die Eiche vor der Kirche Gruna steht auf der Südseite der Radfahrerkirche Gruna direkt neben dem Kriegerdenkmal (Kulturdenkmal-ID: 08974098) auf dem Grundstück, Dorfstraße 3 | 51° 31′ 47″ N, 12° 37′ 0″ O  | nso:108 |
| Weitere Bilder | nso: 109 | Gruna      | unbek. | die Eiche am Feuerwehrhaus Gruna steht neben dem ehemaligen Feuerwehrhaus, Dorfstraße 8 in Gruna | 51° 31′ 46″ N, 12° 37′ 11″ O | nso:109 |
| Weitere Bilder | nso: 121 | Pressel    | unbek. | die Zwei Eichen am Presseler Teich stehen direkt neben der B 183, etwa 1,5 km östlich von der Ortslage Pressel am Ostufer des Presseler Teich am westlichen Eingang zum Naturschutzgebiet „Presseler Heidewald- und Moorgebiet“                                                                            | 51° 34′ 44″ N, 12° 43′ 57″ O | nso:121 |

## Geotope
| Bild           | ND-Nr.  | Ortsteil  | Alter  | Beschreibung | Koordinaten                  | Quellen |
| -------------- | ------- | --------- | ------ | --- | ---------------------------- | ------- |
| Weitere Bilder | nso: 55 | Authausen | unbek. | der Findling Authausen (auch als Krämerstein bezeichnet) ist ein eiszeitlicher Findling an der Straßengabelung „Kirchstraße“/„Obere Hauptstraße“ in Authausen, welcher ebenfalls unter der Bezeichnung „Dorfrichterstein“ als Kulturdenkmal (Kulturdenkmal-ID: 08974027) registriert ist. | 51° 35′ 33″ N, 12° 40′ 45″ O | nso:55  |

## Flächen-Naturdenkmale
| Bild         | FND-Nr. | Ortsteil   | Größe  | Beschreibung | Koordinaten                  | Quelle  |
| ------------ | ------- | ---------- | ------ | --- | ---------------------------- | ------- |
| Bild gesucht | tdo: 12 | Pressel    | 0,31ha | der Hopfwinkel Wöllnau (Winkelmühle) ist ein Wiesenbiotop in der Mühlbachaue etwa 500 m nördlich Winkelmühle auf der Gemarkung Pressel (Pressel Flur 7/49, 7/50) am westlichen Rand des Naturschutzgebiet „Presseler Heidewald- und Moorgebiet“. Das Gebiet liegt im FFH-Schutzgebiet „Presseler Heidewald- und Moorgebiet“ und ist Teil des Landschaftsschutzgebiet „Dübener Heide“ und des EU-Vogelschutzgebiet „Dübener Heide“                           | 51° 33′ 50″ N, 12° 43′ 54″ O | nso:161 |
| Bild gesucht | tdo: 14 | Pressel    | 0,45ha | der Orchideenstandort Winkelmühle befindet sich etwa 600 m nordwestlich von Winkelmühle nördlich des Siedebach, einem Zufluss des Schwarzbach auf der Gemarkung Pressel (Pressel Flur 7/29, 7/30) am Westrand des Naturschutzgebiet „Presseler Heidewald- und Moorgebiet“. Das Gebiet liegt im FFH-Schutzgebiet „Presseler Heidewald- und Moorgebiet“ und ist Teil des Landschaftsschutzgebiet „Dübener Heide“ und des EU-Vogelschutzgebiet „Dübener Heide“ | 51° 33′ 39″ N, 12° 43′ 28″ O | nso:162 |
| Bild gesucht | tdo: 17 | Durchwehna | 0,34ha | der Rallenteich ist ein Teichbiotop, welches sich südlich am Dübener Weg bei Durchwehna befindet und Teil des Landschaftsschutzgebiet „Dübener Heide“ ist. | 51° 37′ 0″ N, 12° 40′ 7″ O   | nso:159 |

## Geschützte Landschaftsbestandteile (GLB)
| Bild           | Biotop-Nr. | Ortsteil | Größe    | Beschreibung | Koordinaten                  | Quellen |
| -------------- | ---------- | -------- | -------- | --- | ---------------------------- | ------- |
| Weitere Bilder | 8659       | Pressel  | ca. 84ha | der Zadlitzbruch ist ein Hochmoor- und Zwischenmoorgebiet am Oberlauf des Zadlitzgraben einem Zufluss des Mühlbach im Landschaftsschutzgebiet „Dübener Heide“. Das Kern-Gebiet (etwa 84 ha) des Moores befindet sich etwa 3,5 km östlich von Pressel nördlich des Verlaufs der B 183. Es ist eines der Kernelemente des Naturschutzgebiet „Presseler Heidewald- und Moorgebiet“ und hat sich in einer pleistozänen Bodensenke, welche von Endmoränen umgeben ist gebildet und wird über den Zadlitzgraben zur Mulde hin entwässert. Das Areal wurde im 19. und Anfang des 20. Jh. ausgetorft und nach Unterschutzstellung nach 1940 durch zahlreiche Maßnahmen renaturiert. Die lebensraumtypische Pflanze Spieß-Torfmoos (Sphagnum cuspidatum) konnte wieder großflächig angesiedelt werden und hat einzigartige Kleinbiotope als Grundlage für das Vorkommen von Adlerfarn (Pteridium aquilinum), Sonnentau (Drosera)- und Wollgras (Eriophorum)-Arten gebildet. Das von schilfbewachsenen Moorteichen und Dämmen durchzogene Gebiet ist von einem Gürtel aus Birken und einem Kiefernmischwald umrundet, an welchen sich südlich ein Traubeneichenwald anschließt. | 51° 34′ 26″ N, 12° 45′ 50″ O |         |